# Sebastián Schindel
Sebastián Schindel (Buenos Aires; 1975) és un director, productor, guionista, director de fotografia i muntador argentí. Va estudiar filosofia a la Universitat de Buenos Aires i cinema a l'Escuela Nacional de Experimentación y Realización Cinematográfica (ENERC). És professor de cinema documental a l'ENERC y en la Universidad Nacional de General San Martín.

## Filmografia

### Cinema
| Any  | Pel·lícula                          | Director | Guionista | Productor | Altres | Notes            |
| ---- | ----------------------------------- | -------- | --------- | --------- | ------ | ---------------- |
| 2001 | Rerum Novarum                       | Sí       | Sí        | No        | Sí     | Càmera, muntatge |
| 2006 | Que sea rock                        | Sí       | Sí        | No        | Sí     | Cámara           |
| 2008 | Mundo alas                          | Sí       | Sí        | No        | No     |                  |
| 2012 | El rascacielos latino               | Sí       | Sí        | Sí        | No     |                  |
| 2014 | El patrón: radiografía de un crimen | Sí       | Sí        | Sí        | Sí     | Muntatge         |
| 2019 | El hijo                             | Sí       | No        | No        | No     |                  |
| 2020 | Crímenes de familia                 | Sí       | Sí        | Sí        | No     |                  |
| 2022 | La ira de Dios                      | Sí       | Sí        | No        | No     |                  |

### Curtmetratges
| Any  | Títol         | Notes        |
| ---- | ------------- | ------------ |
| 2004 | Cuba plástica | Mediometraje |
| 2005 | Germán        | Migmetratge  |